# Les requins volent bas
Pour plus de détails, voir Fiche technique et Distribution.
Les requins volent bas (Hammerhead) est un film d'espionnage britannique réalisé par David Miller et sorti en 1968.

## Synopsis
Les services secrets britanniques demandent à Charles Hood de se rendre au Portugal afin de déjouer les plans d'une organisation criminelle qui veut s'emparer d'informations concernant la défense nucléaire.

## Fiche technique
- Titre original : Hammerhead
- Réalisation : David Miller
- Scénario : William Bast et Herbert Baker d'après un roman de Stephen Coulter
- Producteur : Irving Allen
- Photographie : Wilkie Cooper, Kenneth Talbot
- Musique : David Whitaker
- Montage : Geoffrey Foot
- Genre :  Film dramatique, Film d'espionnage, Thriller
- Durée : 99 minutes
- Dates de sortie : 
  - Royaume-Uni : avril 1968
  - France : 23 octobre 1968

## Distribution
- Vince Edwards : Charles Hood
- Judy Geeson : Sue Trenton
- Peter Vaughan : Hammerhead
- Diana Dors : Kit
- Michael Bates : Andreas / Sir Richard
- Beverly Adams : Ivory
- Patrick Cargill : Condor
- Patrick Holt : Huntzinger